# Весілля у лісі
«Весілля у лісі» («Vestuvės girioje») — радянський телефільм 1984 року, знятий режисером Альгірдасом Арамінасом на студії Литовський телефільм.

## Сюжет
Художній фільм за мотивами роману Й. Хорвата «Ні сон, ні дійсність» про відносини людини та природи.

## У ролях
- Регімантас Адомайтіс — Феліксас
- Аудроне Іванаускене — Моніка
- М. Пусвашкіте — Марія
- Повілас Гайдіс — Мартінас
- Любомирас Лауцявічюс — Ігнас
- Альгірдас Шекштяле — міліціонер

## Знімальна група
- Режисер — Альгірдас Арамінас
- Сценарист — Рімантас Шавяліс
- Оператор — Донатас Букліс
- Художник — Альгірдас Шекштяле